# Szellő
Szellő é um município da Hungria, situado no condado de Baranya. Tem 5,96 km² de área e sua população em 2019 foi estimada em 138 habitantes.